# Pleopodoscia isabellensis
Pleopodoscia isabellensis is een pissebed uit de familie Philosciidae. De wetenschappelijke naam van de soort is voor het eerst geldig gepubliceerd in 1942 door Karl Wilhelm Verhoeff.